# Karina Dörk
Karina Dörk (* 9. Juni 1964 in Woldegk, Kreis Strasburg, DDR) ist eine deutsche Unternehmerin und Kommunalpolitikerin der CDU. Seit 2018 ist sie Landrätin des Landkreises Uckermark.

## Leben
Karina Dörk besuchte von 1971 bis 1979 zunächst die POS Lübbenow und anschließend bis 1983 die EOS Strasburg, die sie mit dem Abitur abschloss. Von 1985 bis 1990 absolvierte sie ein Studium an der Ingenieurhochschule Berlin-Wartenberg, von der sie den Abschluss Diplom-Agraringenieurin erwarb. 1990 gründete sie die Transport und Baustoffhandel Karina Dörk GmbH, die bis ins Jahr 2010 existierte.
Dörk lebt in Lübbenow, einem Ortsteil der Gemeinde Uckerland. Sie ist Mutter eines Sohnes. Zu ihren Hobbys zählen der Pferdesport und Joggen.

## Politik
Karina Dörk ist seit dem Jahr 2000 Mitglied der CDU. Seit 2007 bekleidete sie mehrere Ämter, unter anderem als Vorsitzende der CDU-Ortsverbandes Strasburg und als Vorsitzende der Frauen-Union Mecklenburg-Vorpommerns. Von 2008 bis 2010 war sie Mitglied des Kreistages des Landkreises Uckermark und zusätzlich seit dem Jahr 2008 Mitglied und stellvertretende Vorsitzende der Gemeindevertretung von Uckerland. Ab 2010 fungierte sie bis 2015 als stellvertretende Landrätin des Landkreises Uckermark, bevor sie bis 2018 hauptamtlich als Bürgermeisterin der Gemeinde Strasburg fungierte.
Im Mai 2018 gewann Dörk mit 67,6 % die Stichwahl um das Amt des Landrates gegen Amtsinhaber Dietmar Schulze von der SPD, als dessen Stellvertreterin sie zuvor bis 2015 tätig war. Sie wurde für eine Amtszeit von acht Jahren gewählt. Sie war Mitglied der 17. Bundesversammlung.